# کوبسوو
کوبسوو (به لهستانی:  Kobysewo) یک روستا در لهستان است که در گمینا پژودکووو واقع شده‌است.
 کوبسوو  ۳۴۰ نفر جمعیت دارد.